# پایگاه هوایی پادشاهی کویت
پایگاه هوایی پادشاهی کویت (به انگلیسی: Kuwait Naval Base) یک فرودگاه نظامی است . این فرودگاه در کشور کویت قرار دارد و در ارتفاع ۰ متری از سطح دریا واقع شده است.